# 邓铭江
邓铭江（1960年6月18日—），新疆库尔勒人，中国干旱区水资源及水利工程专家。1982年毕业于新疆八一农学院（现新疆农业大学），2007年获河海大学博士学位。2017年当选为中国工程院院士。